# Jean Martinon
Jean Martinon (Lyon, 10 de janeiro de 1910 – Paris, 1 de março de 1976) foi um maestro e compositor francês.

## Biografia
Martinon nasceu em Lyon, onde começou sua educação, indo para o Conservatório de Paris para estudar composição com Albert Roussel, condução com Roger Désormière e Charles Munch, harmonia com Vincent d'Indy e violino com Jules Boucherit. Serviu no exército francês durante a Segunda Guerra Mundial, onde foi feito prisioneiro no ano de 1940.
Depois da guerra, Martinon foi apontado como maestro da Orquestra da Sociedade dos Concertos do Conservatório (Orchestre de la Société des Concerts du Conservatoire) de Paris e, em 1946, foi nomeado maestro da Orquestra Filarmônica de Bordeaux. Outras orquestras que ele foi oficialmente associado incluem a Orquestra Sinfônica de Chicago (onde foi diretor musical entre 1963 e 1968), diretor da Sinfônica de Düsseldorf, da Orquestra Nacional da França, da Orquestra Filarmônica de Israel, da Orquestra Filarmônica de Londres, da Orquestra Sinfônica RTÉ, da Orquestra Lamoureux e da Orquestra Residentie em Haia.
O repertório de Martinon focou-se nos trabalhos do começo do século XX de mestres franceses e russos.
No fim de sua vida, Martinon foi diagnosticado com câncer de ossos.

## Principais obras

### Música instrumental
- Sonatines para piano
- Sonata para violino solo
- Suíte noturna, para violino e piano
- 2 duetos para violino e piano
- Rapsódia, para piano e viola (1972)
- 2 trios de cordas
- Sonatins para trio de palheta
- Quarteto de cordas
- Quarteto de sopros

### Música orquestral
- Symphony no 1 (1936)
- Symphony no 2 (1944)
- Symphony no 3 Irlandês (1948)
- Symphony no 4 Elevation (1966)
- Hymne à la vie, para orquestra de ondas Martenot (1944)
- Introdução e Toccata (1960)
- Concerto grosso para violino e orquestra (1942)
- Concerto para flauta (1971)
- Concerto para orquestra de câmara
- Symphoniette (1935)
- Concerto Lírico para Quarteto de Cordas e Pequena Orquestra (1944)
- Sinfonias de viagens (1957)
- Vigentuor n o  1 para orquestra de câmara (1969)

### Opera
- Hecube (1956)
- Ambohimanga, ópera-ballet